# Impact-moling

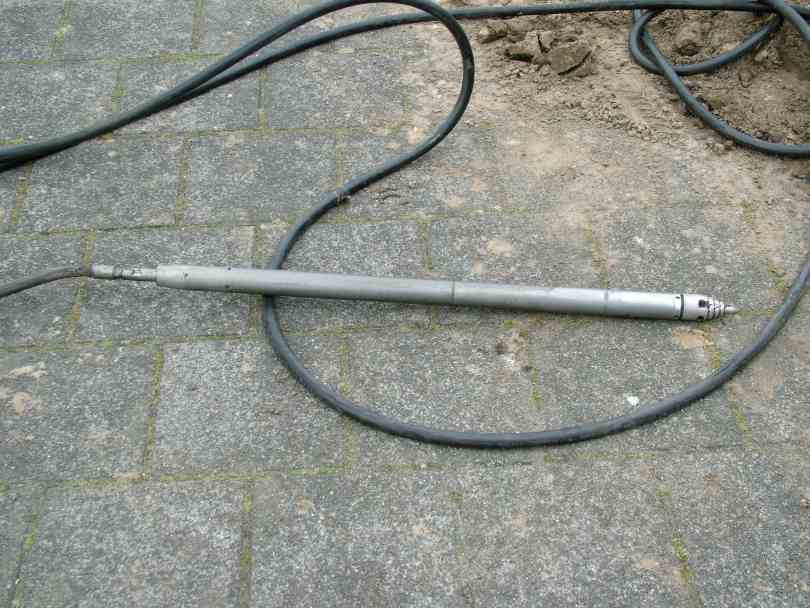
Het apparaat, met daaraan de persluchtslang.

Impact moling is een van de sleufloze technieken die gebruikt wordt om zogenaamde kleine infrastructuur (zoals leidingen en kabels) aan te leggen onder de grond.
Er wordt bij deze pneumatische techniek gebruikgemaakt van een horizontaal "heiblok". Er wordt gebruikgemaakt van een bodempersluchtraket die de aan te leggen leiding met zich meetrekt door de grond. De raket bestaat uit een stalen cilinder in de vorm van een torpedo, waarin zich een zuiger bevindt. Deze zuiger slaat met kracht tegen een aambeeld voor in de cilinder. De raket wordt steeds een stuk naar voren bewogen door de stootkracht tegen de cilinder. Hierna wordt de zuiger weer teruggetrokken en het proces herhaalt zich. Door de wrijving tussen omringende grond en cilinder blijft de raket hierbij op zijn plaats.
Kenmerkend van deze techniek is de gevoeligheid voor afwijking en het alleen mogelijk zijn van een recht tracé. Een andere methode is impact-ramming, waarbij de raket zich achter de cilinder bevindt.
Deze pneumatische boortechniek is een relatief eenvoudige methode om korte kruisingen tussen bijvoorbeeld wegen en leidingen te realiseren. Er staan echter wel trillingen in de ondergrond door de slagbeweging van de raket, hiermee moet rekening gehouden in verband met schade aan omliggende bebouwing.